# Selección de fútbol de Arabia Saudita

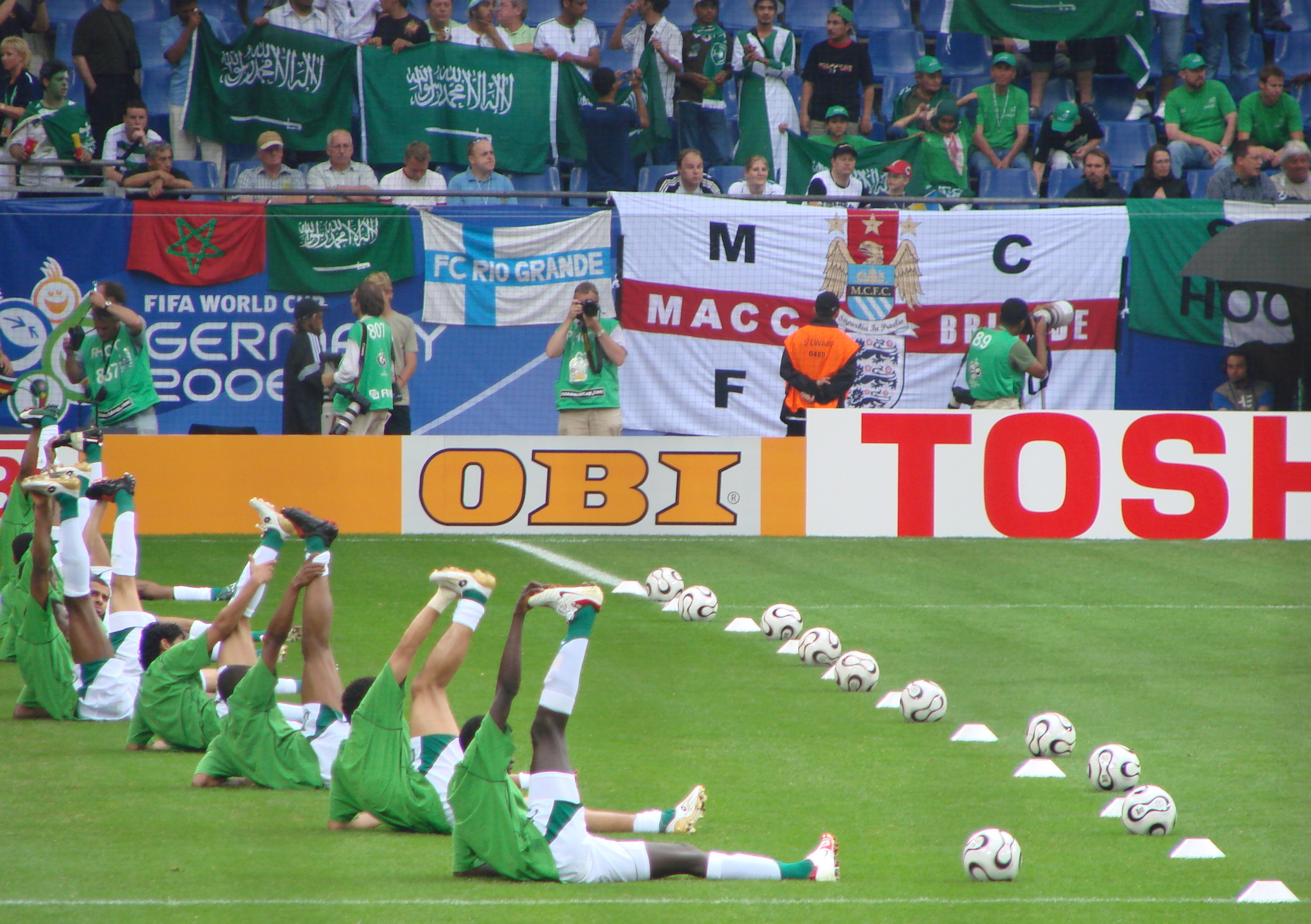
Jugadores de Arabia Saudita calentando antes del partido contra Ucrania durante la Copa del Mundo de 2006 (19 de junio).

La selección de fútbol de Arabia Saudita (en árabe: لكرة القدم‎) es el equipo representativo del país en las competiciones oficiales. Su organización está a cargo de la Federación de Fútbol de Arabia Saudita, perteneciente a la AFC.
Se puede decir que es uno de los equipos más fuertes de Asia, ya que ha ganado en tres ocasiones la Copa Asiática. Su país había organizado la primera Copa FIFA Confederaciones en 1992. Llegó a ser subcampeón perdiendo con Argentina. Su mejor actuación internacional la tuvo en la Copa Mundial de Fútbol de 1994 al clasificar para octavos de final, siendo hasta ahora el único país árabe asiático en llegar a esa instancia y junto a Marruecos y Argelia, de los árabes en general. Pero en las ediciones posteriores solo tuvo una decepcionante actuación, cayendo en primera ronda como en la Copa Mundial de Fútbol de 2002, en su partido inaugural cayó 0-8 con Alemania, siendo el inicio de lo que a la postre fue el último lugar del Mundial de Fútbol, sin anotar ni un solo gol.
Durante las clasificatorias para la Copa Mundial de Fútbol de 2010 se enfrentó en la repesca ante Baréin, al haber empatado el primer encuentro por 0-0, el pase para jugar contra Nueva Zelanda se definía en el último encuentro entre ambos equipos, en el minuto 90 el partido estaba empatado por 1-1, 1 minuto después el gol de Hamad Al-Montashari lo colocaría para jugar el repesca ante Nueva Zelanda pero tan solo 2 minutos después, en el minuto 90+3 Abdullatif del seleccionado de Baréin pondría el 2-2 y se vería beneficiado por la regla del gol de visitante y de esta forma Arabia Saudí no obtiene el pase para la repesca contra el primero de la OFC.

## Historia
Su primer partido internacional los disputó el 20 de octubre de 1957 frente a Siria, en un encuentro terminado 3-1 para Arabia Saudita. Pero a pesar de esto, no consigue participar de la copa continental hasta 1984.
En Copa Asiática del año 1984 participó por primera vez en el certamen deportivo, y para sorpresa de todos, fueron campeones tras superar en la final a China por 2-0.
Cuatro años más tarde conquistarían nuevamente la Copa Asiática. Tras superar la primera ronda como líder del grupo B, luego en semifinales derrotar a Irán por 1-0 y en la final haber derrotado a Corea del Sur 5-4 en penales, luego de un empate de 0-0.
Durante 1993 consigue clasificar para el  Mundial de Estados Unidos. Cabe destacar que habían sido subcampeones de la Copa Asiática 1992 y en 1993 lograron su mayor goleada hasta 2015, un 8-0 frente a Macao. Una vez en la Copa Mundial lograron superar la primera ronda tras una derrota de 1-2 frente a los Países Bajos, vencer 2-1 a Marruecos y luego vencer 1-0 a Bélgica. En octavos se vieron eliminados luego de una derrota frente a Suecia por 1-3.
Dos años después, en 1996, serían nuevamente campeones de la Copa Asiática, derrotando en la final a los Emiratos Árabes Unidos 4-2 en penales, luego de un 0-0.
Siendo campeones de Asia, clasificaron para la Copa Mundial de fútbol de 1998 donde no pudieron pasar de ronda al perder frente a Dinamarca y Francia y empatar con Sudáfrica. Con la frustración de la rápida eliminación, Arabia Saudita vuelve a clasificar para la Copa Asiática 2000 donde queda subcampeón al perder frente a Japón por la mínima.
Arabia Saudita logra volver a clasificarse para la Copa Mundial de fútbol de 2002 donde vuelven a quedar en la primera ronda al perder por 8-0 frente a Alemania, por la mínima frente a Camerún y con Irlanda, perdiendo sus tres partidos. Los árabes vuelven a clasificarse a la Copa Asiática 2004 donde realizan un pésimo papel al perder frente a Uzbekistán e Irak y empatar frente a Turkmenistán.
Ya acostumbrado a quedar en la primera etapa, vuelve a clasificar para la Copa Mundial de fútbol de 2006 solo para terminar último en el grupo al empatar frente a Túnez, perder abultadamente frente a Ucrania por 4-0 y terminar perdiendo con España por la mínima. Desde entonces, los árabes no fueron capaces de calificar para un Mundial hasta lograr clasificarse para la Copa Mundial de Fútbol de 2018.
Durante los próximos años, los hijos del desierto clasificaron para todas las restantes Copas Asiáticas y terminaron subcampeones en 2007 al perder sorpresivamente frente a Irak por la mínima. Y se quedaron en la primera ronda en las ediciones de 2011 y 2015. 

### Eliminatorias Brasil 2014
Arabia Saudita se encuadró en el grupo D, junto con Australia, Omán, y Tailandia.
En la primera fecha enfrentó a Omán que empató sin goles. 
Ya en la segunda fecha, perdió 1-3 frente a Australia, con 2 goles de Joshua Kennedy y Luke Wilkshire de penal para Australia, 
mientras que Nasser Al Shamrani convirtió el único tanto para el país de Arabia Saudita.
En la tercera fecha, volvió a empatar sin goles, esta vez contra Tailandia.
En la cuarta fecha se volvió a enfrentar con Tailandia, y esta vez ganó, y por goleada 3-0. Los goles los hicieron, Naif Hazazi, Ahmed Al Fraidi, y Mohammed Noor, de penal. Cabe destacar que el jugador tailandés, Theeratorn Bunmathan.
En la quinta fecha, volvió a empatar 0-0 con Omán.
En la sexta y última fecha perdió 4-2 contra Australia, doblete de Alex Brosque, y goles de Harry Kewell y Brett Emerton para el conjunto australiano, y para Arabia Saudita convirtieron, Salem Al Dawsari y Nasser Al Shamrani.

### Copa Asiática 2015
En esta edición de la Copa Asiática, Arabia Saudita quedó emparejada en el grupo B junto con China, Corea del Norte y Uzbekistán. En su primer partido, perdería 1-0 frente a China. Luego, obtendría una victoria de 4-1 frente a Corea del Norte, aunque después Arabia Saudita tenía que ganar a Uzbekistán para clasificar para cuartos de final. El equipo uzbeko terminó ganando 3-1, dejando a Arabia Saudita fuera de la copa en la primera ronda.

### Clasificación para la Copa Mundial Rusia 2018
Los saudíes quedaron emparejados en el grupo A de la segunda ronda de la Clasificación de AFC para la Copa Mundial de Fútbol de 2018 con los Emiratos Árabes Unidos, Palestina, Malasia y Timor Oriental. Arabia Saudita ganó 6 partidos, incluido un 10-0 a Timor Oriental, siendo su mejor resultado en un partido internacional y empató 2 partidos. 
En la segunda ronda de la clasificación los emparejaron en el grupo B con Japón, Australia, los Emiratos Árabes Unidos, Irak y Tailandia. Ganaron seis partidos, empataron uno y perdieron tres, por lo que quedaron en segundo lugar en el grupo, clasificando para un Mundial por primera vez desde el año 2006.

### Copa Asiática 2019
En la edición de la Copa Asiática, los halcones verdes han sido segundos del grupo E junto a Catar, Líbano y Corea del Norte. En su primer partido, ganaría por goleada 4-0 a Corea del Norte. En la segunda fecha, derrotaría a Líbano 1-0 y en su última fecha perdería ante Catar 2-0. En los octavos de final, perdieron ante Japón con gol de Takehiro Tomiyasu, lo que significó el fin de la era del técnico Juan Antonio Pizzi.

### Copa Mundial de Fútbol 2022
Disputó la Copa Mundial de Fútbol de 2022 que se realizó en Catar en la que compartió el Grupo C con la Selección Argentina, la Selección Mexicana y la Selección de fútbol de Polonia. En su primer partido de la fase de grupos, tuvo la victoria más importante de su historia, al ganarle de manera inesperada, a la selección Argentina (que tenía un invicto de 36 cotejos y que luego sería la campeona de esa Copa) por 2-1. El rey Salmán decretó por dicho suceso un feriado al día siguiente del partido para celebrar la victoria.
Pese al buen arranque, no superó dicha fase al perder con Polonia y México, sin chances de acceder a la siguiente ronda, quedaron eliminados.

## Uniforme
| 1957 | (Ver Evolución) | 2024-act. |  |

## Últimos partidos y próximos encuentros
Actualizado al último partido jugado el 28 de junio de 2025
| Fecha      | Ciudad           | Local               | Resultado | Visitante         | Competición                     |
| ---------- | ---------------- | ------------------- | --------- | ----------------- | ------------------------------- |
| 14-11-2024 | Melbourne        | Australia           | 0:0       | Arabia Saudita    | Clasificación Copa Mundial 2026 |
| 19-11-2024 | Yakarta          | Indonesia           | 2:0       | Arabia Saudita    | Clasificación Copa Mundial 2026 |
| 17-12-2024 | Riad             | Arabia Saudita      | 3:1       | Trinidad y Tobago | Partido amistoso                |
| 22-12-2024 | Ciudad de Kuwait | Baréin              | 3:2       | Arabia Saudita    | Copa del Golfo 2024             |
| 25-12-2024 | Sulaibikhat      | Arabia Saudita      | 3:2       | Yemen             | Copa del Golfo 2024             |
| 28-12-2024 | Ciudad de Kuwait | Arabia Saudita      | 3:1       | Irak              | Copa del Golfo 2024             |
| 31-12-2024 | Ciudad de Kuwait | Arabia Saudita      | 1:2       | Omán              | Copa del Golfo 2024             |
| 20-03-2025 | Yeda             | Arabia Saudita      | 1:0       | China             | Clasificación Copa Mundial 2026 |
| 25-03-2025 | Saitama          | Japón               | 0:0       | Arabia Saudita    | Clasificación Copa Mundial 2026 |
| 30-05-2025 | Dammam           | Arabia Saudita      | 2:0       | Jordania          | Partido amistoso                |
| 05-06-2025 | Riffa            | Baréin              | 0:2       | Arabia Saudita    | Clasificación Copa Mundial 2026 |
| 10-06-2025 | Yeda             | Arabia Saudita      | 1:2       | Australia         | Clasificación Copa Mundial 2026 |
| 15-06-2025 | San Diego        | Haití               | 0:1       | Arabia Saudita    | Copa de Oro 2025                |
| 19-06-2025 | Austin           | Estados Unidos      | 1:0       | Arabia Saudita    | Copa de Oro 2025                |
| 22-06-2025 | Las Vegas        | Trinidad y Tobago   | 1:1       | Arabia Saudita    | Copa de Oro 2025                |
| 28-06-2025 | Glendale         | México              | 2:0       | Arabia Saudita    | Copa de Oro 2025                |
| 04-09-2025 | Praga            | Macedonia del Norte | -:-       | Arabia Saudita    | Partido amistoso                |
| 08-09-2025 | Hradec Králové   | República Checa     | -:-       | Arabia Saudita    | Partido amistoso                |
| 08-10-2025 | Yeda             | Arabia Saudita      | -:-       | Indonesia         | Clasificación Copa Mundial 2026 |
| 14-10-2025 | Yeda             | Arabia Saudita      | -:-       | Irak              | Clasificación Copa Mundial 2026 |

## Estadísticas

### Copa Mundial de Fútbol
| Copa Mundial de Fútbol | Copa Mundial de Fútbol    | Copa Mundial de Fútbol    | Copa Mundial de Fútbol    | Copa Mundial de Fútbol    | Copa Mundial de Fútbol    | Copa Mundial de Fútbol    | Copa Mundial de Fútbol    | Copa Mundial de Fútbol    | Copa Mundial de Fútbol    |
| Año                    | Ronda                     | Posición                  | J                         | G                         | E                         | P                         | GF                        | GC                        | DG                        |
| ---------------------- | ------------------------- | ------------------------- | ------------------------- | ------------------------- | ------------------------- | ------------------------- | ------------------------- | ------------------------- | ------------------------- |
| 1930                   | No existía la selección   | No existía la selección   | No existía la selección   | No existía la selección   | No existía la selección   | No existía la selección   | No existía la selección   | No existía la selección   | No existía la selección   |
| 1934                   | No existía la selección   | No existía la selección   | No existía la selección   | No existía la selección   | No existía la selección   | No existía la selección   | No existía la selección   | No existía la selección   | No existía la selección   |
| 1938                   | No existía la selección   | No existía la selección   | No existía la selección   | No existía la selección   | No existía la selección   | No existía la selección   | No existía la selección   | No existía la selección   | No existía la selección   |
| 1950                   | No existía la selección   | No existía la selección   | No existía la selección   | No existía la selección   | No existía la selección   | No existía la selección   | No existía la selección   | No existía la selección   | No existía la selección   |
| 1954                   | No existía la selección   | No existía la selección   | No existía la selección   | No existía la selección   | No existía la selección   | No existía la selección   | No existía la selección   | No existía la selección   | No existía la selección   |
| 1958                   | No participó              | No participó              | No participó              | No participó              | No participó              | No participó              | No participó              | No participó              | No participó              |
| 1962                   | No participó              | No participó              | No participó              | No participó              | No participó              | No participó              | No participó              | No participó              | No participó              |
| 1966                   | No participó              | No participó              | No participó              | No participó              | No participó              | No participó              | No participó              | No participó              | No participó              |
| 1970                   | No participó              | No participó              | No participó              | No participó              | No participó              | No participó              | No participó              | No participó              | No participó              |
| 1974                   | No participó              | No participó              | No participó              | No participó              | No participó              | No participó              | No participó              | No participó              | No participó              |
| 1978                   | No clasificó              | No clasificó              | No clasificó              | No clasificó              | No clasificó              | No clasificó              | No clasificó              | No clasificó              | No clasificó              |
| 1982                   | No clasificó              | No clasificó              | No clasificó              | No clasificó              | No clasificó              | No clasificó              | No clasificó              | No clasificó              | No clasificó              |
| 1986                   | No clasificó              | No clasificó              | No clasificó              | No clasificó              | No clasificó              | No clasificó              | No clasificó              | No clasificó              | No clasificó              |
| 1990                   | No clasificó              | No clasificó              | No clasificó              | No clasificó              | No clasificó              | No clasificó              | No clasificó              | No clasificó              | No clasificó              |
| 1994                   | Octavos de final          | 12.º                      | 4                         | 2                         | 0                         | 2                         | 5                         | 6                         | -1                        |
| 1998                   | Fase de grupos            | 28.º                      | 3                         | 0                         | 1                         | 2                         | 2                         | 7                         | -5                        |
| 2002                   | Fase de grupos            | 32.º                      | 3                         | 0                         | 0                         | 3                         | 0                         | 12                        | -12                       |
| 2006                   | Fase de grupos            | 28.º                      | 3                         | 0                         | 1                         | 2                         | 2                         | 7                         | -5                        |
| 2010                   | No clasificó              | No clasificó              | No clasificó              | No clasificó              | No clasificó              | No clasificó              | No clasificó              | No clasificó              | No clasificó              |
| 2014                   | No clasificó              | No clasificó              | No clasificó              | No clasificó              | No clasificó              | No clasificó              | No clasificó              | No clasificó              | No clasificó              |
| 2018                   | Fase de grupos            | 26.º                      | 3                         | 1                         | 0                         | 2                         | 2                         | 7                         | -5                        |
| 2022                   | Fase de grupos            | 25.º                      | 3                         | 1                         | 0                         | 2                         | 3                         | 5                         | -2                        |
| 2026                   | Por disputarse            | Por disputarse            | Por disputarse            | Por disputarse            | Por disputarse            | Por disputarse            | Por disputarse            | Por disputarse            | Por disputarse            |
| 2030                   | Por disputarse            | Por disputarse            | Por disputarse            | Por disputarse            | Por disputarse            | Por disputarse            | Por disputarse            | Por disputarse            | Por disputarse            |
| 2034                   | Clasificado por anfitrión | Clasificado por anfitrión | Clasificado por anfitrión | Clasificado por anfitrión | Clasificado por anfitrión | Clasificado por anfitrión | Clasificado por anfitrión | Clasificado por anfitrión | Clasificado por anfitrión |
| Total                  | 7/23                      | 44.º                      | 19                        | 4                         | 2                         | 13                        | 14                        | 44                        | -30                       |

### Copa Asiática
| Copa Asiática | Copa Asiática             | Copa Asiática             | Copa Asiática             | Copa Asiática             | Copa Asiática             | Copa Asiática             | Copa Asiática             | Copa Asiática             | Copa Asiática             |
| Año           | Ronda                     | Posición                  | J                         | G                         | E                         | P                         | GF                        | GC                        | DG                        |
| ------------- | ------------------------- | ------------------------- | ------------------------- | ------------------------- | ------------------------- | ------------------------- | ------------------------- | ------------------------- | ------------------------- |
| 1956          | No existía la selección   | No existía la selección   | No existía la selección   | No existía la selección   | No existía la selección   | No existía la selección   | No existía la selección   | No existía la selección   | No existía la selección   |
| 1960 - 1972   | No participó              | No participó              | No participó              | No participó              | No participó              | No participó              | No participó              | No participó              | No participó              |
| 1976          | Se retiró                 | Se retiró                 | Se retiró                 | Se retiró                 | Se retiró                 | Se retiró                 | Se retiró                 | Se retiró                 | Se retiró                 |
| 1980          | Se retiró                 | Se retiró                 | Se retiró                 | Se retiró                 | Se retiró                 | Se retiró                 | Se retiró                 | Se retiró                 | Se retiró                 |
| 1984          | Campeón                   | 1°                        | 6                         | 3                         | 3                         | 0                         | 7                         | 3                         | +4                        |
| 1988          | Campeón                   | 1.º                       | 6                         | 3                         | 3                         | 0                         | 5                         | 1                         | +4                        |
| 1992          | Subcampeón                | 2.º                       | 5                         | 2                         | 2                         | 1                         | 8                         | 3                         | +5                        |
| 1996          | Campeón                   | 1.º                       | 6                         | 3                         | 2                         | 1                         | 11                        | 6                         | +5                        |
| 2000          | Subcampeón                | 2.º                       | 6                         | 3                         | 1                         | 2                         | 11                        | 8                         | +3                        |
| 2004          | Fase de grupos            | 13.º                      | 3                         | 0                         | 1                         | 2                         | 3                         | 5                         | -2                        |
| 2007          | Subcampeón                | 2.º                       | 6                         | 4                         | 1                         | 1                         | 12                        | 6                         | +6                        |
| 2011          | Fase de grupos            | 15.º                      | 3                         | 0                         | 0                         | 3                         | 1                         | 8                         | -7                        |
| 2015          | Fase de grupos            | 12.º                      | 3                         | 1                         | 0                         | 2                         | 5                         | 5                         | 0                         |
| 2019          | Octavos de final          | 12.º                      | 4                         | 2                         | 0                         | 2                         | 6                         | 3                         | +3                        |
| 2023          | Octavos de final          | 10.º                      | 4                         | 2                         | 2                         | 0                         | 5                         | 2                         | +3                        |
| 2027          | Clasificado por anfitrión | Clasificado por anfitrión | Clasificado por anfitrión | Clasificado por anfitrión | Clasificado por anfitrión | Clasificado por anfitrión | Clasificado por anfitrión | Clasificado por anfitrión | Clasificado por anfitrión |
| Total         | 12/19                     | 4.º                       | 52                        | 23                        | 15                        | 14                        | 74                        | 50                        | +24                       |

### Copa FIFA Confederaciones
| Copa FIFA Confederaciones | Copa FIFA Confederaciones | Copa FIFA Confederaciones | Copa FIFA Confederaciones | Copa FIFA Confederaciones | Copa FIFA Confederaciones | Copa FIFA Confederaciones | Copa FIFA Confederaciones |
| Año                       | Ronda                     | J                         | G                         | E                         | P                         | GF                        | GC                        |
| ------------------------- | ------------------------- | ------------------------- | ------------------------- | ------------------------- | ------------------------- | ------------------------- | ------------------------- |
| 1992                      | Subcampeón                | 2                         | 1                         | 0                         | 1                         | 4                         | 3                         |
| 1995                      | Fase de grupos            | 2                         | 0                         | 0                         | 2                         | 0                         | 4                         |
| 1997                      | Fase de grupos            | 3                         | 1                         | 0                         | 2                         | 1                         | 8                         |
| 1999                      | Cuarto lugar              | 5                         | 1                         | 1                         | 3                         | 8                         | 16                        |
| 2001                      | No clasificó              | No clasificó              | No clasificó              | No clasificó              | No clasificó              | No clasificó              | No clasificó              |
| 2003                      | No clasificó              | No clasificó              | No clasificó              | No clasificó              | No clasificó              | No clasificó              | No clasificó              |
| 2005                      | No clasificó              | No clasificó              | No clasificó              | No clasificó              | No clasificó              | No clasificó              | No clasificó              |
| 2009                      | No clasificó              | No clasificó              | No clasificó              | No clasificó              | No clasificó              | No clasificó              | No clasificó              |
| 2013                      | No clasificó              | No clasificó              | No clasificó              | No clasificó              | No clasificó              | No clasificó              | No clasificó              |
| 2017                      | No clasificó              | No clasificó              | No clasificó              | No clasificó              | No clasificó              | No clasificó              | No clasificó              |
| Total                     | 4/10                      | 12                        | 3                         | 1                         | 8                         | 13                        | 31                        |

### Copa de Naciones Afroasiáticas
| Copa de Naciones Afroasiáticas | Copa de Naciones Afroasiáticas | Copa de Naciones Afroasiáticas | Copa de Naciones Afroasiáticas | Copa de Naciones Afroasiáticas | Copa de Naciones Afroasiáticas | Copa de Naciones Afroasiáticas | Copa de Naciones Afroasiáticas |
| Año                            | Ronda                          | J                              | G                              | E                              | P                              | GF                             | GC                             |
| ------------------------------ | ------------------------------ | ------------------------------ | ------------------------------ | ------------------------------ | ------------------------------ | ------------------------------ | ------------------------------ |
| 1978 - 1995                    | No clasificó                   | No clasificó                   | No clasificó                   | No clasificó                   | No clasificó                   | No clasificó                   | No clasificó                   |
| 1997                           | Subcampeón                     | 2                              | 0                              | 1                              | 1                              | 0                              | 1                              |
| 2007                           | No clasificó                   | No clasificó                   | No clasificó                   | No clasificó                   | No clasificó                   | No clasificó                   | No clasificó                   |
| Total                          | 1/8                            | 2                              | 0                              | 1                              | 1                              | 0                              | 1                              |

### Copa Oro de la Concacaf
| Copa Oro de la Concacaf | Copa Oro de la Concacaf | Copa Oro de la Concacaf | Copa Oro de la Concacaf | Copa Oro de la Concacaf | Copa Oro de la Concacaf | Copa Oro de la Concacaf | Copa Oro de la Concacaf |
| Año                     | Ronda                   | J                       | G                       | E                       | P                       | GF                      | GC                      |
| ----------------------- | ----------------------- | ----------------------- | ----------------------- | ----------------------- | ----------------------- | ----------------------- | ----------------------- |
| 1963 - 2023             | No participó            | No participó            | No participó            | No participó            | No participó            | No participó            | No participó            |
| 2025                    | Cuartos de final        | 4                       | 1                       | 1                       | 2                       | 2                       | 4                       |
| Total                   | 1/28                    | 4                       | 1                       | 1                       | 2                       | 2                       | 4                       |

## Torneos regionales

### Campeonato de la WAFF
| Campeonato de la WAFF | Campeonato de la WAFF | Campeonato de la WAFF | Campeonato de la WAFF | Campeonato de la WAFF | Campeonato de la WAFF | Campeonato de la WAFF | Campeonato de la WAFF |
| Año                   | Ronda                 | J                     | G                     | E                     | P                     | GF                    | GC                    |
| --------------------- | --------------------- | --------------------- | --------------------- | --------------------- | --------------------- | --------------------- | --------------------- |
| 2000 - 2010           | No participó          | No participó          | No participó          | No participó          | No participó          | No participó          | No participó          |
| 2012                  | Fase de grupos        | 3                     | 1                     | 1                     | 1                     | 1                     | 1                     |
| 2014                  | Fase de grupos        | 2                     | 0                     | 1                     | 1                     | 1                     | 4                     |
| 2019                  | Fase de grupos        | 3                     | 0                     | 1                     | 2                     | 1                     | 5                     |
| 2023                  | Clasificado           | Clasificado           | Clasificado           | Clasificado           | Clasificado           | Clasificado           | Clasificado           |
| Total                 | 4/10                  | 8                     | 1                     | 3                     | 4                     | 3                     | 10                    |

### Copa de Naciones del Golfo
| Copa de Naciones del Golfo | Copa de Naciones del Golfo | Copa de Naciones del Golfo | Copa de Naciones del Golfo | Copa de Naciones del Golfo | Copa de Naciones del Golfo | Copa de Naciones del Golfo | Copa de Naciones del Golfo |
| Año                        | Ronda                      | J                          | G                          | E                          | P                          | GF                         | GC                         |
| -------------------------- | -------------------------- | -------------------------- | -------------------------- | -------------------------- | -------------------------- | -------------------------- | -------------------------- |
| 1970                       | Tercer lugar               | 3                          | 0                          | 2                          | 1                          | 2                          | 4                          |
| 1972                       | Subcampeón                 | 3                          | 2                          | 1                          | 0                          | 10                         | 2                          |
| 1974                       | Subcampeón                 | 4                          | 3                          | 0                          | 1                          | 9                          | 5                          |
| 1976                       | Quinto lugar               | 6                          | 2                          | 0                          | 4                          | 8                          | 14                         |
| 1979                       | Tercer lugar               | 6                          | 3                          | 2                          | 1                          | 14                         | 4                          |
| 1982                       | Cuarto lugar               | 5                          | 2                          | 1                          | 2                          | 6                          | 4                          |
| 1984                       | Tercer lugar               | 6                          | 3                          | 1                          | 2                          | 9                          | 8                          |
| 1986                       | Tercer lugar               | 6                          | 3                          | 0                          | 3                          | 9                          | 9                          |
| 1988                       | Tercer lugar               | 6                          | 2                          | 3                          | 1                          | 5                          | 4                          |
| 1990                       | No participó               | No participó               | No participó               | No participó               | No participó               | No participó               | No participó               |
| 1992                       | Tercer lugar               | 5                          | 3                          | 0                          | 2                          | 6                          | 4                          |
| 1994                       | Campeón                    | 5                          | 4                          | 1                          | 0                          | 10                         | 4                          |
| 1996                       | Tercer lugar               | 5                          | 2                          | 2                          | 1                          | 8                          | 6                          |
| 1998                       | Subcampeón                 | 5                          | 3                          | 2                          | 0                          | 5                          | 2                          |
| 2002                       | Campeón                    | 5                          | 4                          | 1                          | 0                          | 10                         | 3                          |
| 2003                       | Campeón                    | 6                          | 4                          | 2                          | 0                          | 8                          | 2                          |
| 2004                       | Fase de grupos             | 3                          | 1                          | 0                          | 2                          | 3                          | 5                          |
| 2007                       | Semifinal                  | 4                          | 2                          | 1                          | 1                          | 4                          | 3                          |
| 2009                       | Subcampeón                 | 5                          | 3                          | 2                          | 0                          | 10                         | 0                          |
| 2010                       | Subcampeón                 | 5                          | 2                          | 2                          | 1                          | 6                          | 2                          |
| 2013                       | Fase de grupos             | 3                          | 1                          | 0                          | 2                          | 2                          | 3                          |
| 2014                       | Subcampeón                 | 5                          | 3                          | 1                          | 1                          | 9                          | 5                          |
| 2017                       | Fase de grupos             | 3                          | 1                          | 1                          | 1                          | 2                          | 3                          |
| 2019                       | Subcampeón                 | 5                          | 3                          | 0                          | 2                          | 7                          | 5                          |
| 2023                       | Fase de grupos             | 3                          | 1                          | 0                          | 2                          | 3                          | 4                          |
| 2024                       | Tercer lugar               | 4                          | 2                          | 0                          | 2                          | 9                          | 8                          |
| 2026                       | Anfitrión                  | Anfitrión                  | Anfitrión                  | Anfitrión                  | Anfitrión                  | Anfitrión                  | Anfitrión                  |
| Total                      | 26/27                      | 116                        | 59                         | 25                         | 32                         | 174                        | 113                        |

### Copa de Naciones Árabe
| Copa de Naciones Árabe | Copa de Naciones Árabe | Copa de Naciones Árabe | Copa de Naciones Árabe | Copa de Naciones Árabe | Copa de Naciones Árabe | Copa de Naciones Árabe | Copa de Naciones Árabe |
| Año                    | Ronda                  | J                      | G                      | E                      | P                      | GF                     | GC                     |
| ---------------------- | ---------------------- | ---------------------- | ---------------------- | ---------------------- | ---------------------- | ---------------------- | ---------------------- |
| 1963                   | No participó           | No participó           | No participó           | No participó           | No participó           | No participó           | No participó           |
| 1964                   | No participó           | No participó           | No participó           | No participó           | No participó           | No participó           | No participó           |
| 1966                   | No participó           | No participó           | No participó           | No participó           | No participó           | No participó           | No participó           |
| 1985                   | Tercer lugar           | 4                      | 2                      | 1                      | 1                      | 7                      | 3                      |
| 1988                   | Fase de grupos         | 4                      | 0                      | 2                      | 2                      | 1                      | 4                      |
| 1992                   | Subcampeón             | 4                      | 2                      | 1                      | 1                      | 7                      | 5                      |
| 1998                   | Campeón                | 4                      | 4                      | 0                      | 0                      | 12                     | 3                      |
| 2002                   | Campeón                | 6                      | 5                      | 1                      | 0                      | 11                     | 3                      |
| 2009                   | Cancelado              | Cancelado              | Cancelado              | Cancelado              | Cancelado              | Cancelado              | Cancelado              |
| 2012                   | Cuarto lugar           | 4                      | 1                      | 1                      | 2                      | 6                      | 5                      |
| Copa Árabe de la FIFA  |                        |                        |                        |                        |                        |                        |                        |
| 2021                   | Fase de grupos         | 3                      | 1                      | 0                      | 2                      | 1                      | 3                      |
| Total                  | 7/11                   | 29                     | 15                     | 6                      | 8                      | 45                     | 26                     |

## Palmarés
- Copa Asiática (3): 1984, 1988 y 1996.
- Copa de Naciones Árabe (2): 1998 y 2002.
- Copa de Naciones del Golfo (3): 1994, 2002 y 2003.

## Jugadores

### Última convocatoria
Lista de jugadores convocados para los partidos de la Copa de Oro de la Concacaf 2025. 
| N.º | Nombre                | Posición      | Edad    | PJ | Goles | Club            |
| --- | --------------------- | ------------- | ------- | -- | ----- | --------------- |
| 1   | Nawaf Al-Aqidi        | Portero       | 25 años | 7  | 0     | Al-Fateh        |
| 21  | Abdulrahman Al-Sanbi  | Portero       | 24 años | 0  | 0     | Al-Ahli         |
| 22  | Ahmed Al-Kassar       | Portero       | 34 años | 0  | 0     | Al-Qadisiyah    |
| 2   | Muhannad Al-Shanqeeti | Defensa       | 26 años | 4  | 0     | Al-Ittihad      |
| 3   | Salem Al-Najdi        | Defensa       | 22 años | 0  | 0     | Al-Nassr        |
| 4   | Abdulelah Al-Amri     | Defensa       | 28 años | 25 | 1     | Al-Ittihad      |
| 5   | Abdullah Madu         | Defensa       | 32 años | 15 | 0     | Al-Ettifaq Club |
| 12  | Saud Abdulhamid       | Defensa       | 26 años | 42 | 1     | Roma            |
| 13  | Nawaf Boushal         | Defensa       | 25 años | 6  | 0     | Al-Nassr        |
| 14  | Hassan Kadesh         | Defensa       | 32 años | 12 | 2     | Al-Ittihad      |
| 17  | Mohammed Sulaiman     | Defensa       | 21 años | 0  | 0     | Al-Ahli         |
| 26  | Ali Majrashi          | Defensa       | 25 años | 4  | 0     | Al-Ahli         |
| 6   | Ali Al-Hassan         | Mediocampista | 28 años | 13 | 1     | Al-Nassr        |
| 7   | Mukhtar Ali           | Mediocampista | 27 años | 11 | 0     | Al-Ettifaq Club |
| 10  | Faisal Al-Ghamdi      | Mediocampista | 24 años | 14 | 1     | Beerschot       |
| 15  | Ayman Yahya           | Mediocampista | 24 años | 14 | 0     | Al-Nassr        |
| 16  | Ziyad Al-Johani       | Mediocampista | 23 años | 1  | 0     | Al-Ahli         |
| 18  | Muhannad Al-Saad      | Mediocampista | 22 años | 0  | 0     | Dunkerque       |
| 19  | Turki Al-Ammar        | Mediocampista | 25 años | 10 | 1     | Al-Qadisiyah    |
| 8   | Marwan Al-Sahafi      | Delantero     | 21 años | 7  | 0     | Beerschot       |
| 9   | Firas Al-Buraikan     | Delantero     | 25 años | 49 | 9     | Al-Ahli         |
| 11  | Saleh Al-Shehri       | Delantero     | 31 años | 36 | 14    | Al-Ittihad      |
| 20  | Abdullah Al-Salem     | Delantero     | 32 años | 1  | 0     | Al-Khaleej      |
| 24  | Abdulrahman Al-Oboud  | Delantero     | 30 años | 4  | 0     | Al-Ittihad      |
| 25  | Hammam Al-Hammami     | Delantero     | 21 años | 1  | 0     | Al-Kholood Club |

## Récords
Actualizado el 8 de diciembre de 2019

### Más Apariciones
| # | Futbolista           | Partidos | Goles | Carrera   |
| - | -------------------- | -------- | ----- | --------- |
| 1 | Mohamed Al-Deayea    | 178      | 0     | 1993-2006 |
| 2 | Mohammed Al-Khilaiwi | 163      | 3     | 1992-2001 |
| 3 | Sami Al-Jaber        | 156      | 46    | 1992-2006 |
| 4 | Abdullah Zubromawi   | 142      | 3     | 1993-2002 |
| 5 | Saud Kariri          | 134      | 7     | 2001-2015 |
| 6 | Hussein Sulaimani    | 132      | 5     | 1992-2009 |
| 7 | Mohamed Al-Jawad     | 121      | 7     | 1981-1994 |
| 8 | Mohammad Al-Shalhoub | 117      | 19    | 2000-2012 |
| 9 | Majed Abdullah       | 116      | 71    | 1978-1994 |
| 9 | Ahmad Jamil Madani   | 116      | 5     | 1986-1998 |

### Más Goles
| #  | Futbolista          | Goles | Partidos | Carrera   |
| -- | ------------------- | ----- | -------- | --------- |
| 1  | Majed Abdullah      | 71    | 116      | 1978-1994 |
| 2  | Sami Al-Jaber       | 46    | 156      | 1992-2006 |
| 3  | Yasser Al-Qahtani   | 42    | 112      | 2002-2013 |
| 4  | Obeid Al-Dosari     | 41    | 94       | 1994-2002 |
| 5  | Talal Al-Meshal     | 32    | 60       | 1998-2006 |
| 6  | Khaled Al-Muwallid  | 28    | 114      | 1988-1998 |
| 7  | Fahad Al-Mehallel   | 25    | 87       | 1992-1999 |
| 8  | Saeed Al-Owairan    | 24    | 75       | 1992-1998 |
| 8  | Ibrahim Al-Shahrani | 24    | 86       | 1997-2005 |
| 10 | Mohammed Al-Sahlawi | 23    | 81       | 2010-act  |

### Máximos goleadores en torneos

#### Copa Mundial de Fútbol
| Año  | Goleadores             | Goles | Año  | Goleadores             | Goles |
| ---- | ---------------------- | ----- | ---- | ---------------------- | ----- |
| 1994 | Fuad Amin              | 2     | 1998 | Al Jaber y Al-Thunayan | 1     |
| 2006 | Al Qahtani y Al Jaber  | 1     | 2018 | Al-Faraj y Al-Dawsari  | 1     |
| 2022 | Al-Shehri y Al-Dawsari | 1     |      |                        |       |

#### Copa Confederaciones
| Año  | Goleadores                                  | Año  | Goleadores               |
| ---- | ------------------------------------------- | ---- | ------------------------ |
| 1992 | Owairan, Al Bishi, Al Tunian y Al Mullawhid | 1997 | Mohammed Al-Khilaiwi (1) |
| 1999 | Marzouq Al-Otaibi (6)                       |      |                          |

#### Copa Asiática
| Año  | Goleadores                  | Año  | Goleadores                                               |
| ---- | --------------------------- | ---- | -------------------------------------------------------- |
| 1984 | Najed Abdullah (2)          | 1988 | Al-Mutlaq, Al-Suwaiyed, Jazea'a, Al-Bishi y Abdullah (1) |
| 1992 | Fahad Al-Bishi (3)          | 1996 | Fahad Al-Mehallel (4)                                    |
| 2000 | Al-Shalhoub y Al-Tamyat (3) | 2004 | Yasser Al-Qahtani (2)                                    |
| 2007 | Yasser Al-Qahtani (4)       | 2011 | Taiseer Al Jassam (1)                                    |
| 2015 | Mohammed Al-Sahlawi (3)     | 2019 | Fahad Al-Muwallad (2)                                    |

## Entrenadores
| Entrenador                  | Desde              | Hasta              |
| --------------------------- | ------------------ | ------------------ |
| Abdul-Rahman Fawzi          | 1957               | 1962               |
| Ali Chaouach                | 1962               | 1970               |
| Mohammed Sheita             | 1970               | 1972               |
| Taha Ismail                 | 1972               | 1974               |
| Abdo Saleh Washash          | 1974               | 1974               |
| Ferenc Puskás               | 1975               | 1975               |
| Bill McGarry                | 1976               | 1977               |
| Danny Allison               | 1978               | 1978               |
| David Wallit                | 1979               | 1979               |
| Rubens Minelli (interino)   | 1980               | 1980               |
| Mário Zagallo               | 1981               | 1984               |
| Khalil Ibrahim Al-Zayani    | 1984               | 1986               |
| Kosia Tastilo               | 1986               | 1986               |
| Osvaldo Brandao             | 1987               | 1987               |
| Carlos Galletti             | 1988               | 1988               |
| Omar Borrás                 | 1988               | 1988               |
| Carlos Alberto Parreira     | 1988               | 1990               |
| Metin Türel                 | 1990               | 1990               |
| Caldinho García             | 1992               | 1992               |
| Veloso                      | 1992               | 1992               |
| Candinho                    | 1993               | 1993               |
| Leo Beenhakker              | 1993               | 1994               |
| Mohammed Al-Kharashy        | 1994               | 1994               |
| Ivo Wortmann                | 1994               | 1994               |
| Jorge Solari                | 1994               | 1994               |
| Mohammed Al-Kharashy        | 1995               | 1995               |
| Zé Mario                    | 1995               | 1996               |
| Nelo Vingada                | 1996               | 1997               |
| Hansel Waldem               | 1996               | 1997               |
| Otto Pfister                | 1998               | 1998               |
| Carlos Alberto Parreira     | 1998               | 1998               |
| Mohammed Al-Kharashy        | junio de 1998      | diciembre de 1998  |
| Otto Pfister                | enero de 1999      | mayo de 1999       |
| Milan Máčala                | mayo de 1999       | 2000               |
| Nasser Al Johar (interino)  | 2000               | 2000               |
| Slobodan Santrac            | 2001               | 2001               |
| Nasser Al Johar             | agosto de 2001     | julio de 2002      |
| Gerard van der Lem          | agosto de 2002     | junio de 2004      |
| Martin Koopman (interino)   | julio de 2004      | agosto de 2004     |
| Nasser Al Johar (interino)  | septiembre de 2004 | noviembre de 2004  |
| Gabriel Calderón            | noviembre de 2004  | diciembre de 2005  |
| Marcos Paquetá              | 2006               | 2007               |
| Helio dos Anjos             | marzo de 2007      | junio de 2008      |
| Nasser Al Johar             | junio de 2008      | febrero de 2009    |
| José Peseiro                | febrero de 2009    | junio de 2011      |
| Nasser Al Johar             | enero de 2011      | febrero de 2011    |
| Rogério Lourenço            | junio de 2011      | julio de 2011      |
| Frank Rijkaard              | agosto de 2011     | enero 2013         |
| Cosmin Olăroiu (interino)   | diciembre de 2014  | enero 2015         |
| Faisal Al Baden             | marzo de 2015      | agosto de 2015     |
| Bert van Marwijk            | agosto de 2015     | septiembre de 2017 |
| Edgardo Bauza               | septiembre de 2017 | noviembre de 2017  |
| Krunoslav Jurcic (interino) | noviembre de 2017  | diciembre de 2017  |
| Juan Antonio Pizzi          | diciembre de 2017  | enero de 2019      |
| Youssef Anbar               | marzo de 2019      | julio de 2019      |
| Hervé Renard                | julio de 2019      | marzo de 2023      |
| Saad Al-Shehri (interino)   | enero de 2023      | agosto de 2023     |
| Roberto Mancini             | agosto de 2023     | octubre de 2024    |
| Hervé Renard                | octubre de 2024    |                    |

| Predecesor: Kuwait Arabia Saudita Japón | Campeones de Asia Singapur 1984 Catar 1988 Emiratos Árabes 1996 | Sucesor: Arabia Saudita Japón |